# مسجد ابوبکر صدیق (سنگان)
مسجد ابوبکر صدیق یا مسجد گنبد سنگان (با نام رسمی:مسجد حضرت ابوبکر صدیق رضی الله عنه) یکی از مسجدهای کهن خراسان در شهر سنگان در شهرستان خواف (بخش سنگان ـ سنگان پائین) است. نمازگزاران این مسجد مسلمانان حنفی مذهب اند. این مسجد این اثر در تاریخ ۲۰ خرداد ۱۳۲۱ با شمارهٔ ثبت ۳۶۰ به‌عنوان یکی از آثار ملی ایران به ثبت رسیده‌است. بنا و معماری این مسجد مربوط به دوره سلجوقیان است.